# Raúl del Pozo
Raúl del Pozo (Mariana, Conca, 25 de desembre de 1936) és un periodista i escriptor espanyol. Va iniciar la seva carrera periodística el 1960 al Diario de Cuenca; des de 1991 és columnista del diari El Mundo, on el 2007, pren el testimoni de Francisco Umbral, al seu decés, en la columna «El ruido de la calle». Ha treballat també als 70 a Mundo Obrero i als 80 a Interviú, dècada en la qual rep el Premi de Periodisme Pedro Rodríguez i el Premi de Periodisme Francisco Cerecedo. En 1991 s'oposa a la Guerra del Golf incorporant-se al col·lectiu Periodistes per la Pau, que edita Diario por la Paz. En 2005 obtingué el Premi César González-Ruano de periodisme. El maig de 2017 també va rebre la Medalla d'Or de Castella-La Manxa.

## Obra
- Massiel, 1972 (biografia)
- Bernabéu, 1972 (biografia)
- amb Diego Bardón: Un ataúd de terciopelo, 1980 (biografia)
- Noche de tahúres, 1994 (novel·la)
- La novia, 1995 (novel·la)
- Los reyes de la ciudad, 1996 (novel·la)
- Una derecha sin héroes, 1998 (articles)
- No es elegante matar a una mujer descalza, 1999 (novel·la)
- Ciudad levítica, 2001 (novel·la)
- A Bambi no le gustan los miércoles, 2003 (articles)
- amb Espido Freire: La diosa del pubis azul, 2005 (novel·la)
- Los cautivos de la Moncloa, 2005 (articles)
- La rana mágica, 2006 (articles)
- El reclamo, 2011 (novel·la)
- El último pistolero, 2017 (articles)[3]